# Władimir Matiuchin
Władimir Gieorgijewicz Matiuchin, ros. Владимир Георгиевич Матюхин (ur. 4 lutego 1945 w Moskwie) – rosyjski oficer służb bezpieczeństwa, generał armii, I Zastępca Dyrektora Generalnego Instytutu Badań Naukowo-Projektowych Informatyzacji i Komunikacji Transportu Kolejowego.

## Życiorys
W 1968 roku ukończył Moskiewski Instytut Energetyczny na wydziale elektroniki, w 1973 - Wydział Mechaniczno-Matematyczny Moskiewskiego Uniwersytetu Państwowego im. Łomonosowa z dyplomem z matematyki.
W latach 1969–2003 służył w organach bezpieczeństwa państwowego. Od momentu powstania w 1991 Federalnej Agencji ds. Komunikacji i Informacji Rządowej przy Prezydencie Federacji Rosyjskiej do 1993 kierował ośrodkiem badawczym Agencji. Od 1993 do 1999 - Zastępca Dyrektora Generalnego FAPSI, od maja 1999 do marca 2003 - Dyrektor Generalny FAPSI. Po rozwiązaniu agencji, w maju 2003 został powołany na stanowisko Pierwszego Wiceministra Obrony, p-o Przewodniczącego Państwowego Komitetu ds. Zamówień Obronnych Federacji Rosyjskiej. Od czerwca 2004 do lutego 2010 kierował Federalną Agencją Technologii Informacyjnych (Rosinformtechnologies).
W grudniu 2010 roku objął stanowisko Zastępcy Dyrektora Generalnego OJSC NIIAS. Od kwietnia 2011 jest pierwszym zastępcą dyrektora generalnego.
Specjalista w zakresie informatyki i łączności, rozwoju metod i środków ochrony informacji w różnych systemach informatycznych i systemach łączności, doktor nauk technicznych, członek zwyczajny Akademii Kryptografii Federacji Rosyjskiej, Rosyjskiej Akademii Nauk Inżynierskich oraz Międzynarodowej Akademii Łączności. Autor ponad 150 prac naukowych i 4 wynalazków. Laureat Nagrody Państwowej Federacji Rosyjskiej..